# Banksia grossa
Banksia grossa és una espècie d'angiosperma de la família de les proteàcies (Proteaceae) endèmica de l'ecoregió del Sud-oest d'Austràlia a Austràlia Occidental. Recol·lectada en 1965, va ser descrita per Alex George el 1981.
És una espècie arbustiva, una de les catorze espècies de Banksia de la sèrie Abietinae que posseeixen inflorescències predominantment cilíndriques o ovalades. Les seves fulles gruixudes i llavors de grans dimensions la distingeix d'altres membres d’Abietinae i són la base per a la seva denominació.

## Descripció
Banksia grossa es desenvolupa com un arbust espès amb nombroses tiges. Normalment fa entre 70 cm i 1 m d'alt però ocasionalment pot arribar a una alçària d'1,5 m. La seva tija creix a partir d'un lignotúber llenyós. Les tiges joves estan recobertes de pèls llanosos i les tiges més velles estan recobertes d'una escorça escamosa marró. Les fulles són una mica carnoses, s'assemblen a agulles i estan subjectes per un pecíol que fa de 3 a 5 mm de llarg. Les fulles fan entre 4 i 12 cm de llarg, i només entre 2 i 3 mm d'ample, però tot i així resulten més gruixudes que les dels altres membres de la sèrie Abietinae. Els marges de les fulles són sencers sense serrat i les superfícies superiors posseeixen alguns pèls espaiats quan són joves, però en créixer els pèls desapareixen. El seu període de creixement és a la primavera i a l'inici de l'estiu.
Les flors es desenvolupen en un plomall floral típic de Banksia: una inflorescència formada per centenars de petites flors individuals, densament agrupades al voltant d'un eix cilíndric llenyós i que el tapen completament. En B. grossa l'eix fa de 5 a 7 cm d'alt i té un diàmetre de 0,7 a 0,9 cm. Les floretes es desenvolupen en sentit radial a partir d'aquest eix, tenint-ne la inflorescència un diàmetre total de 8 a 9 cm. Les flors són d'un color entre marró vermellós i marró daurat, i consisteixen en un periant pelut tubular que fa de 3,4 a 4,5 cm de llarg i s'obre en arribar a la maduresa (antesi) per a deixar exposat l'estigma. L'estigma és de color entre vermell fosc i púrpura, fa entre 3,8 i 4,8 cm de llarg, s'estén més enllà del periant i es troba corbat en el seu extrem. Els plomalls florals creixen a partir de ramificacions curtes i gruixudes que parteixen de tiges més grans, encara que alguns plomalls florals estan ubicats als extrems de les branques i s'exhibeixen prominentment en el fullatge.

## Ecologia
Es desenvolupa sobre sorra o en zones arenoses sobre laterita, entre bruguerars, a la zona entre Eneabba i Badgingarra a Austràlia Occidental. La floració té lloc durant els mesos més frescos, de març a setembre.
Després d'un incendi forestal, Banksia grossa es regenera a partir del seu lignotúber llenyós. Els incendis també estimulen el despreniment de les llavors, que germinen després de la pertorbació ecològica. Entre els visitants (i probablement pol·linitzadors) de les inflorescències es troben insectes i un mamífer nocturn anomenat ratolí marsupial cuablanc.